# Плоскоклітинна карцинома

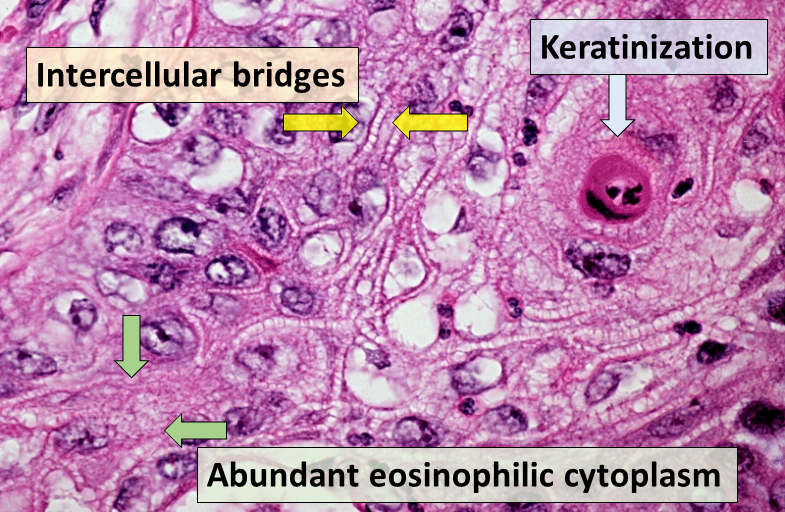
Основні гістопатологічні особливості плоскоклітинного раку

Плоскоклітинна карцинома (ПКК), плоскоклітинний рак, також відома як епідермоїдна карцинома, включає низку різних типів злоякісних пухлин, що починаються з плоскоклітинних клітин епітелію. Ці клітини утворюються на поверхні шкіри, на слизовій оболонці порожнистих органів тіла, а також на слизовій оболонці дихальних і травних шляхів.
Плоскоклітинна карцинома різних ділянок тіла може демонструвати відмінності в симптомах, природному перебігу, прогнозі та реакції на лікування.

## За розташуванням
Вірус папіломи людини пов'язаний з плоскоклітинним раком ротоглотки, легень, пальців рук та аногенітальної області.

### Рак голови та шиї

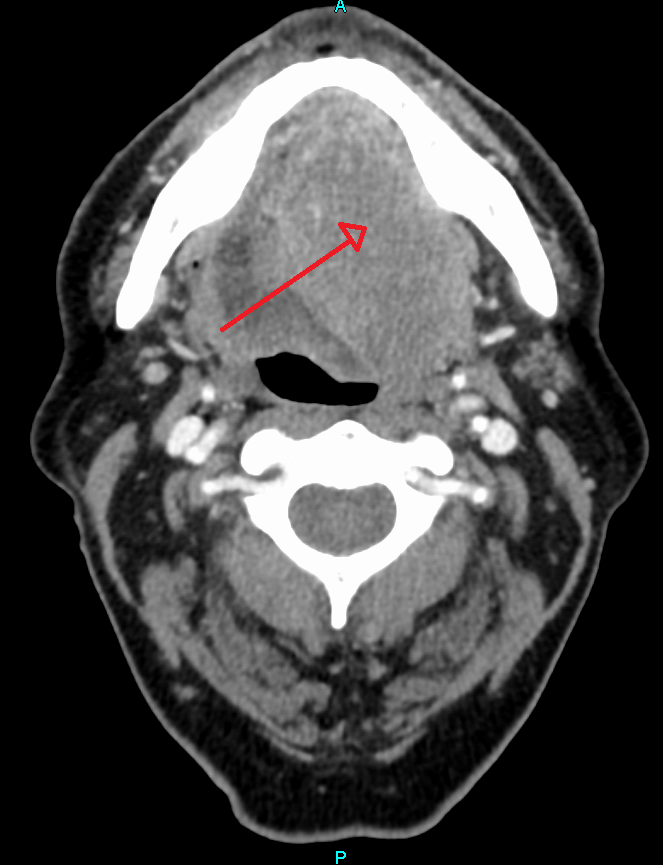
Велика пухлина язика, що спостерігається на КТ

Близько 90 % випадків раку голови та шиї (рак рота, носової порожнини, носоглотки, горла та пов'язаних з ними структур) зумовлені плоскоклітинною карциномою.

### Шкіра
Плоскоклітинний рак шкіри є другим за поширеністю видом раку шкіри. Щорічно реєструється понад 1 мільйон випадків у Сполучених Штатах.

### Щитоподібна залоза
Первинна плоскоклітинна карцинома щитоподібної залози має агресивний біологічний фенотип, що призводить до поганого прогнозу для пацієнтів.

### Стравохід
Рак стравоходу може бути представлений плоскоклітинною карциномою (ПККС) або аденокарциномою (АКС). ПККС зазвичай виникає ближче до рота, тоді як аденокарциноми виникають ближче до шлунка. Дисфагія (утруднене ковтання, тверда їжа гірша за рідку) та біль при ковтанні є поширеними початковими симптомами. Якщо захворювання локалізоване, хірургічне видалення ураженого стравоходу може призвести до одужання. Якщо хвороба поширилася, зазвичай використовуються хіміотерапія та променева терапія.

### Легеня

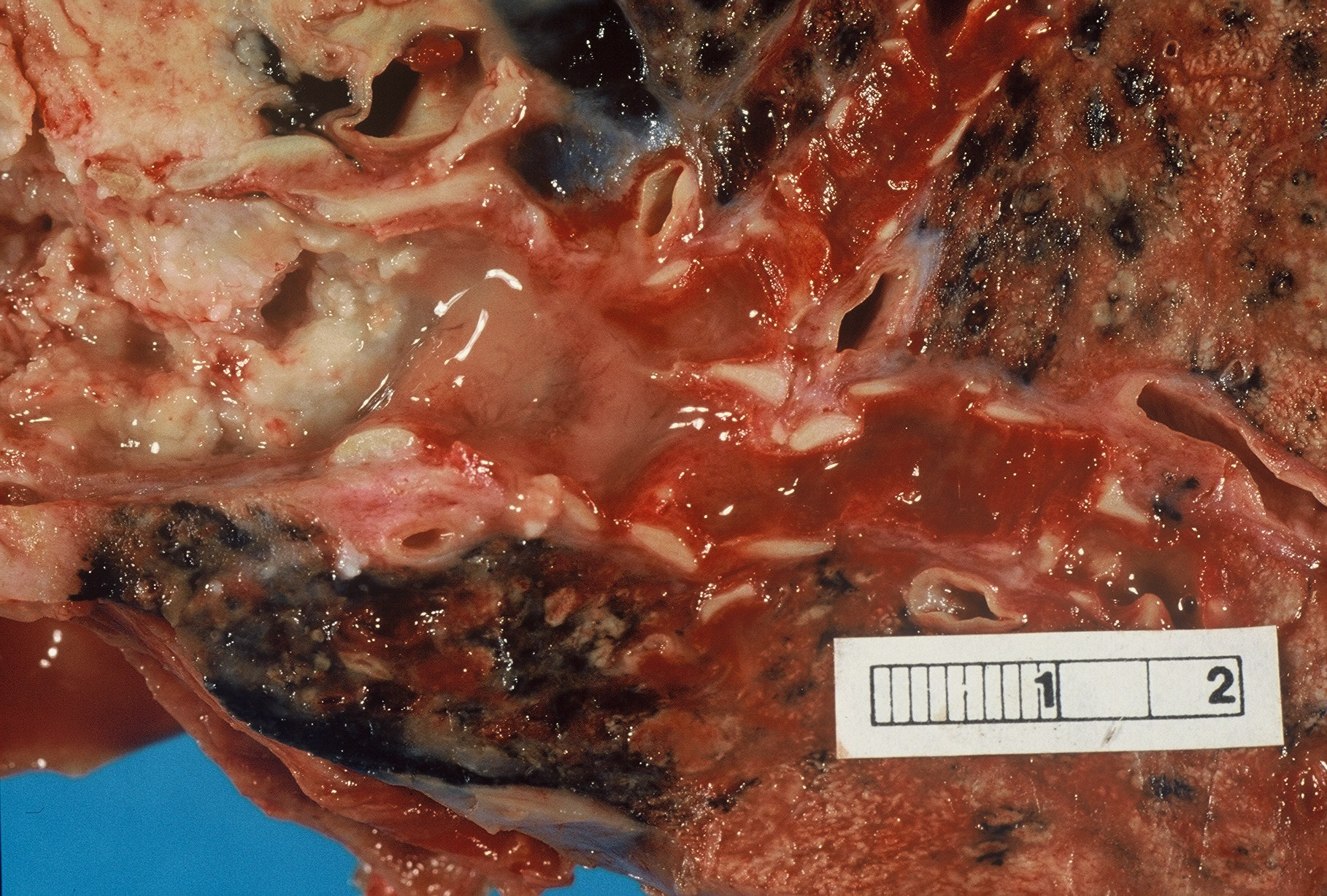
Фотографія плоскоклітинного раку. Пухлина розташована ліворуч, закупорюючи бронх; поза пухлиною бронх запалений і містить слиз.

У легенях це зазвичай центрально розташований великоклітинний рак (недрібноклітинний рак легень). Часто він супроводжується паранеопластичним синдромом, що викликає ектопічну продукцію білка, пов'язаного з паратиреоїдним гормоном, що призводить до гіперкальціємії, але паранеопластичний синдром частіше асоціюється з дрібноклітинним раком легенів. Головний фактор ризику — куріння.

### Пеніс
Вірус папіломи людини (ВПЛ), головним чином ВПЛ 16 та 18, відіграє значну роль у розвитку плоскоклітинного раку статевого члена. Три карциноми in situ пов'язані з плоскоклітинними раками статевого члена:
1. Хвороба Боуена проявляється у вигляді лейкоплакії на стовбурі члена. Приблизно в третині випадків розвивається плоскоклітинний рак.
2. Еритроплазія Кейра, різновид хвороби Боуена, проявляється як еритроплакія головки статевого члена.
3. Боуеноїдний папульоз, який гістологічно нагадує хворобу Боуена, проявляється у вигляді червонуватих папул.[9]

### Простата
У передміхуровій залозі плоскоклітинний рак має дуже агресивний характер. Його важко виявити, оскільки не спостерігається підвищення рівня простат-специфічного антигену, а це означає, що рак часто діагностується на пізній стадії.

### Піхва та шийка матки
Плоскоклітинний рак піхви поширюється повільно і зазвичай залишається поблизу піхви, але може поширитися на легені та печінку. Це найпоширеніший тип раку піхви.

### Яєчник
Плоскоклітинний рак яєчників (ПКРЯ) — це рідкісна пухлина, яка становить 1 % випадків раку яєчників.

### Сечовий міхур
Більшість видів раку сечового міхура є перехідноклітинними, але рак сечового міхура, пов'язаний із шистосомозом, часто є плоскоклітинним.

### Око
Плоскоклітинний рак кон'юнктиви та внутрішньоепітеліальна неоплазія рогівки складають плоскоклітинну неоплазію поверхні ока.

## Діагностика

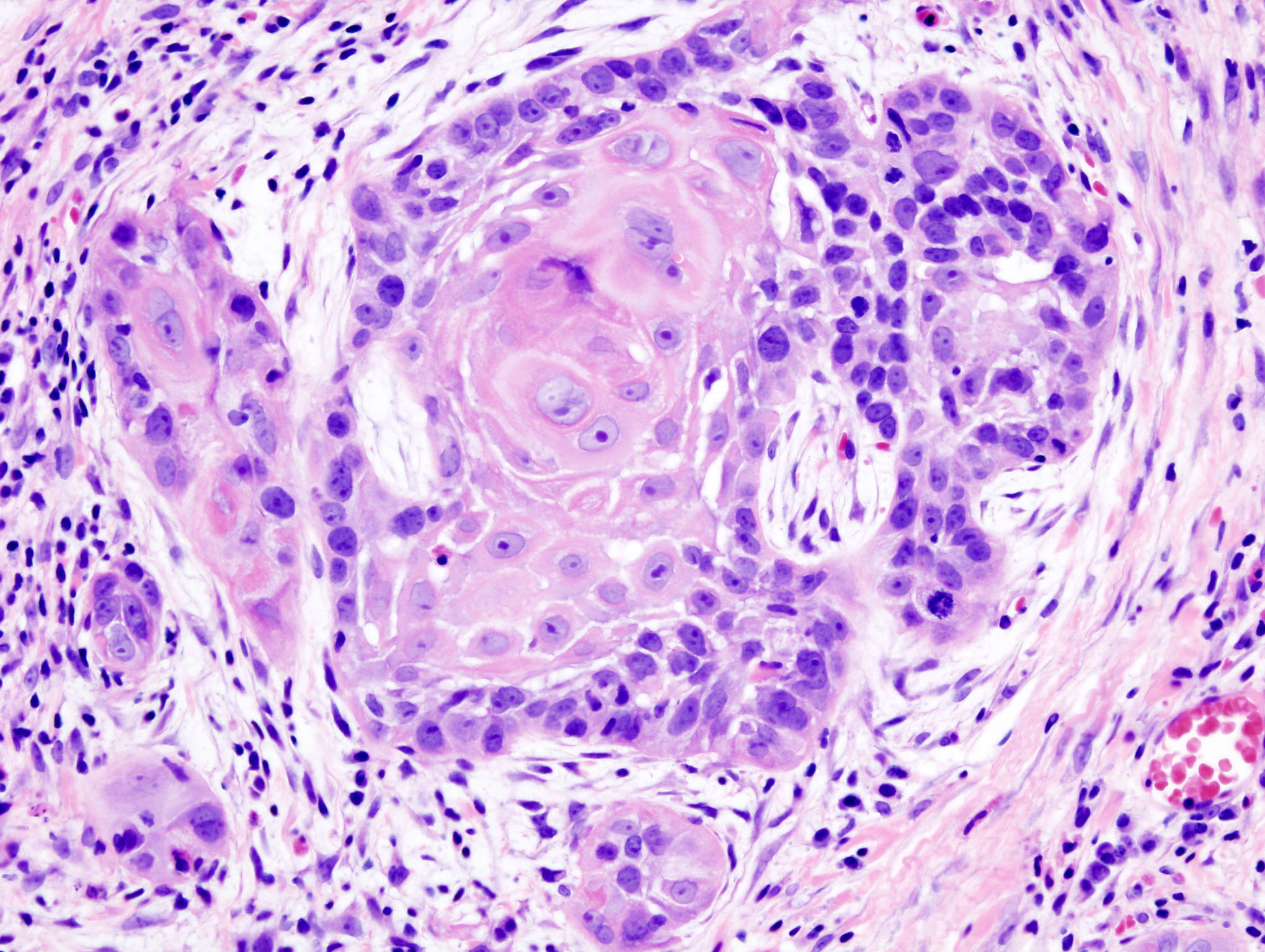
Біопсія високодиференційованого плоскоклітинного раку рота. Типові клітини плоскоклітинного раку великі, з рясною еозинофільною цитоплазмою та великими, часто везикулярними, ядрами. Забарвлення гематоксиліном та еозином

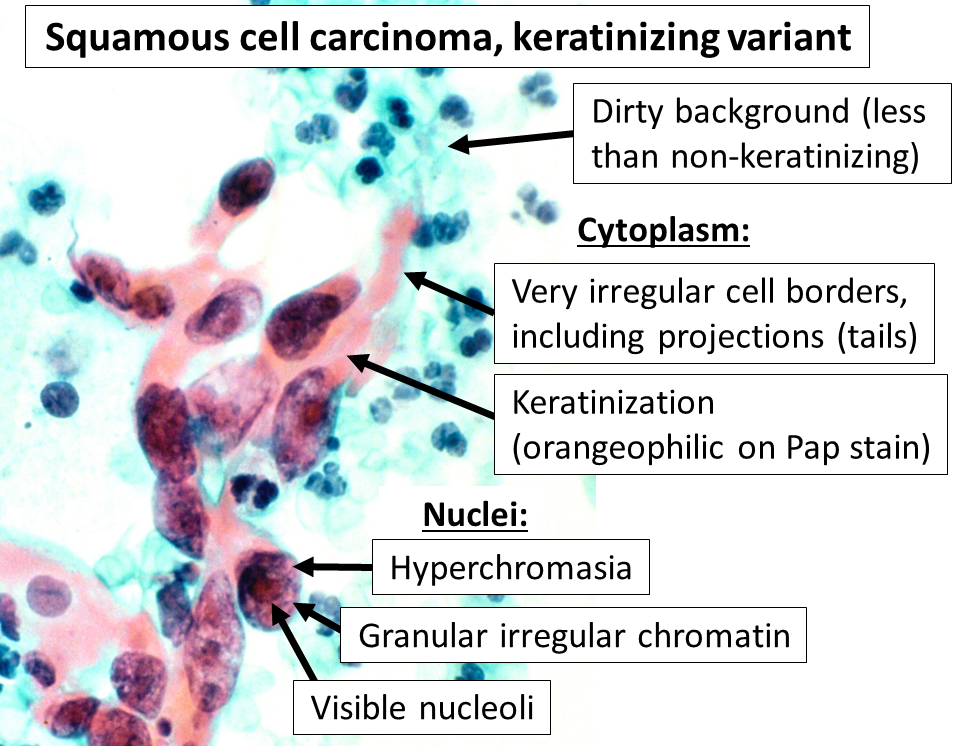
Цитопатологія плоскоклітинного раку, зроговілого варіанту, з типовими ознаками. Мазок Папаніколау.

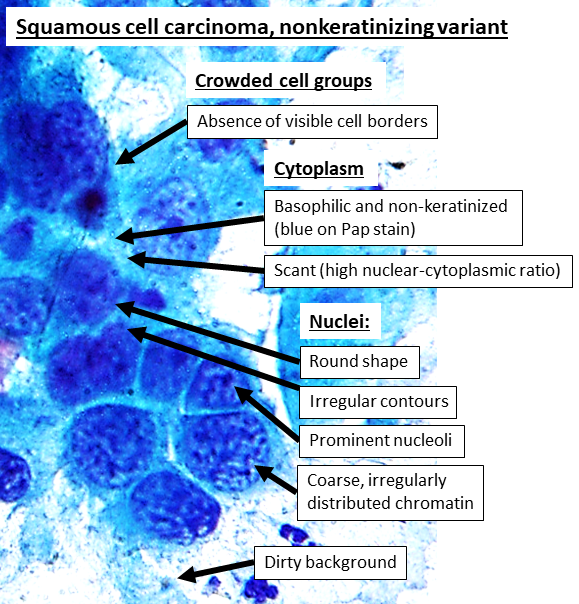
Цитопатологія плоскоклітинного раку, незроговілого варіанту, з типовими ознаками. Мазок Папаніколау. Однак ці результати загалом менш специфічні, ніж для плоскоклітинного раку з зроговінням, і більшість із них можна спостерігати і при інших видах раку, таких як аденокарцинома (яка, однак, як правило, має дрібний хроматин).

Анамнез, фізикальне обстеження та медична візуалізація можуть свідчити про плоскоклітинний рак, для завершального діагнозу потрібна біопсія. Фарбування TP63 є основним гістологічним маркером плоскоклітинного раку. Крім того, TP63 є важливим фактором транскрипції для встановлення ідентичності плоскоклітинних клітин.

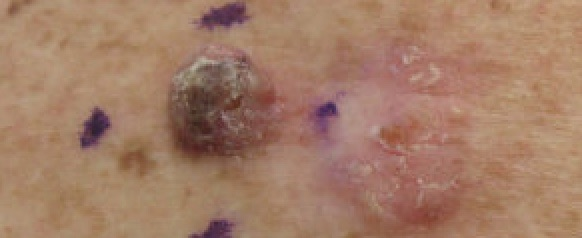
Плоскоклітинна карцинома добре диференційована, лівий верхній параспінальний відділ спини позначений для біопсії з прилеглим актинічним кератозом.
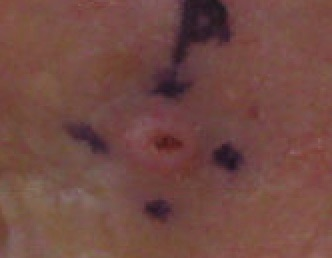
Плоскоклітинна карцинома, лівий латеральний кут ока позначено для біопсії
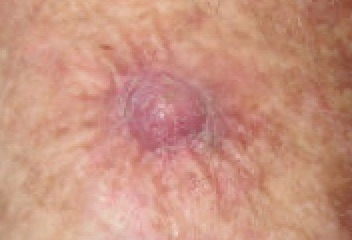
Плоскоклітинна карцинома, вентральна поверхня лівого передпліччя

### Класифікація
Рак можна вважати дуже великою та надзвичайно гетерогенною родиною злоякісних захворювань, серед яких плоскоклітинна карцинома становить одну з найбільших підгруп. Вважається, що всі плоскоклітинні карциноми починаються шляхом повторного, неконтрольованого поділу ракових стовбурових клітин епітеліального походження або епітеліальних характеристик. Плоскоклітинні карциноми виникають із плоскоклітинного епітелію, що вистилає багато ділянок тіла. Деякі з них є кератиноцитами. Накопичення цих ракових клітин при мікроскопії обумовлює появу аномальних клітин, які, принаймні спочатку, локально обмежені специфічною тканиною, в якій знаходилася клітина-попередник. Цей стан називається плоскоклітинним раком <i id="mw6Q">in situ</i>, і його діагностують, коли пухлина ще не проникла крізь базальну мембрану або іншу обмежувальну структуру, і не проникає в сусідні тканини. Як тільки ураження розрослося та прогресувало до такої міри, що воно порушило структуру, проникло та інфільтрувало сусідні структури, його називають «інвазивною» плоскоклітинною карциномою. Як тільки карцинома стає інвазивною, вона здатна поширюватися на інші органи та спричиняти утворення метастазів або «вторинної пухлини».

#### Тканина походження
Міжнародна класифікація онкологічних хвороб (МКХ-О) перераховує низку морфологічних підтипів та варіантів злоякісних плоскоклітинних новоутворень, зокрема:
- папілярна карцинома щитоподібної залози (код 8050/3)
- бородавчастий плоскоклітинний рак (код 8051/3)
- папілярний плоскоклітинний рак (код 8052/3)
- плоскоклітинний рак (код 8070/3)
- великоклітинний зроговілий плоскоклітинний рак (код 8071/3)
- великоклітинний незроговілий плоскоклітинний рак (код 8072/3)
- дрібноклітинний зроговілий плоскоклітинний рак (код 8073/3)
- веретеноклітинна плоскоклітинна карцинома (код 8074/3). Вона також відома як веретеноклітинна карцинома[22] і є підтипом, що характеризується веретеноподібними атиповими клітинами[23].
- аденоїдний/псевдогландулярний плоскоклітинний рак (код 8075/3)
- внутрішньоепідермальний плоскоклітинний рак (код 8081/3)
- лімфоепітеліальна карцинома (код 8082/3).

Інші варіанти плоскоклітинних карцином розпізнаються в рамках інших систем, таких як кератоакантома.

#### Інші гістопатологічні підтипи
- Еритроплазія Кейра
- Виразка Маржоліна — це тип плоскоклітинного раку, що виникає внаслідок незагойної виразки або опікової рани. Однак, новіші дані свідчать про наявність генетичних відмінностей між плоскоклітинним раком та виразкою Маржолена, які раніше недооцінювалися.[24]

Один із методів класифікації плоскоклітинного раку — це його мікроскопія. Підтипи можуть включати:
- Аденоїдна плоскоклітинна карцинома (також відома як псевдогландулярна плоскоклітинна карцинома) характеризується трубчастим мікроскопічним малюнком та акантолізом кератиноцитів.[23]
- Базалоїдна плоскоклітинна карцинома здебільшого зустрічається на язиці, мигдаликах або гортані, або поблизу них, але також може виникати в легенях або в інших місцях.[25]
- Світлоклітинна плоскоклітинна карцинома (також відома як світлоклітинна карцинома шкіри) характеризується кератиноцитами, які виглядають прозорими внаслідок гідропічного набряку.[23]
- Плоскоклітинна карцинома перстнеподібних клітин (іноді відома як перстнеподібна плоскоклітинна карцинома) — це гістологічний варіант, що характеризується концентричними кільцями, що складаються з кератину та великих вакуолей, що відповідають значно розширеному ендоплазматичному ретикулуму.[23] Ці вакуолі розростаються до такої міри, що радикально зміщують ядро клітини до клітинної мембрани, надаючи клітині характерної поверхневої схожості з «перстнем-печаткою» під мікроскопом.

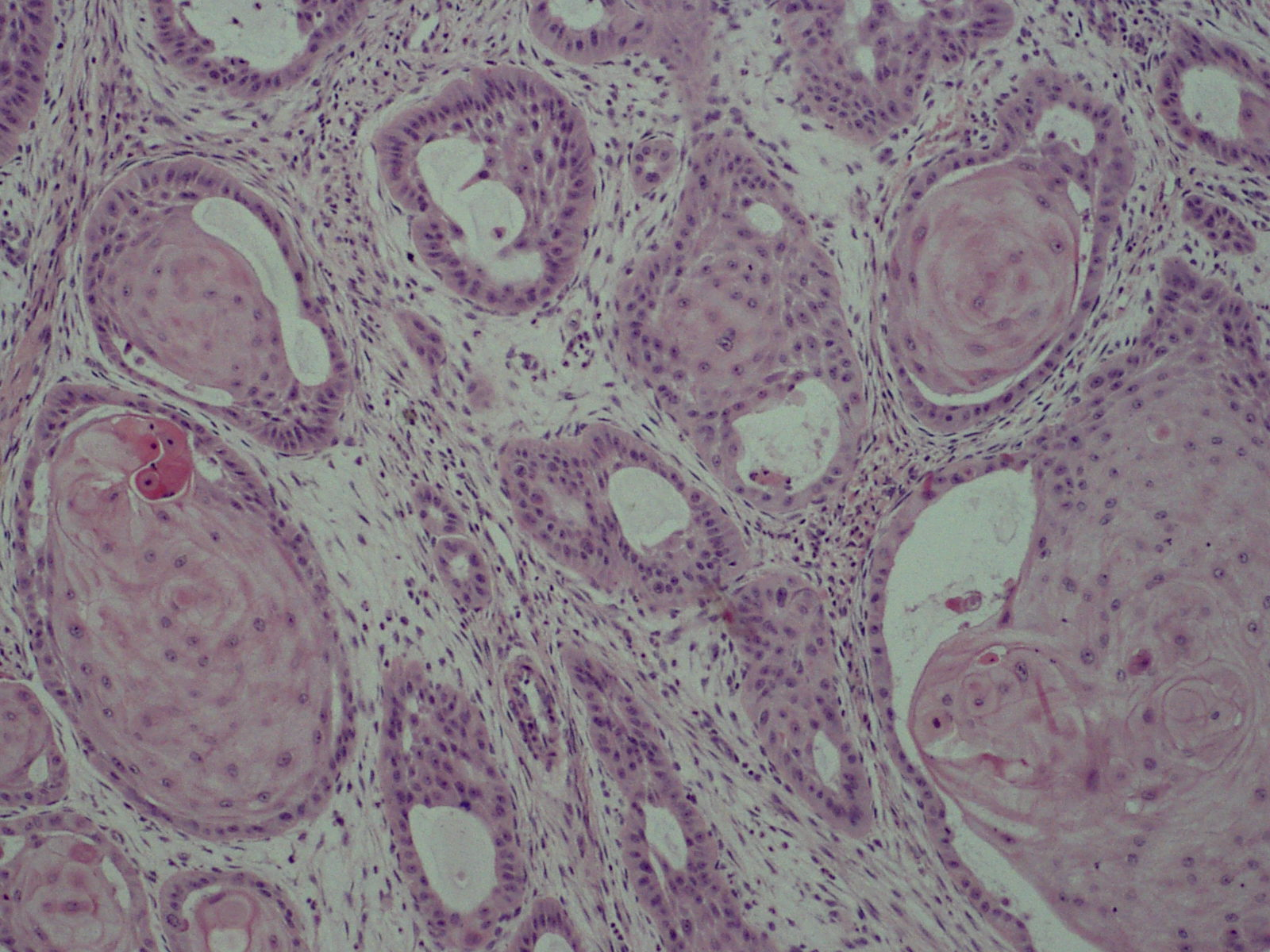
Аденоїдна плоскоклітинна карцинома
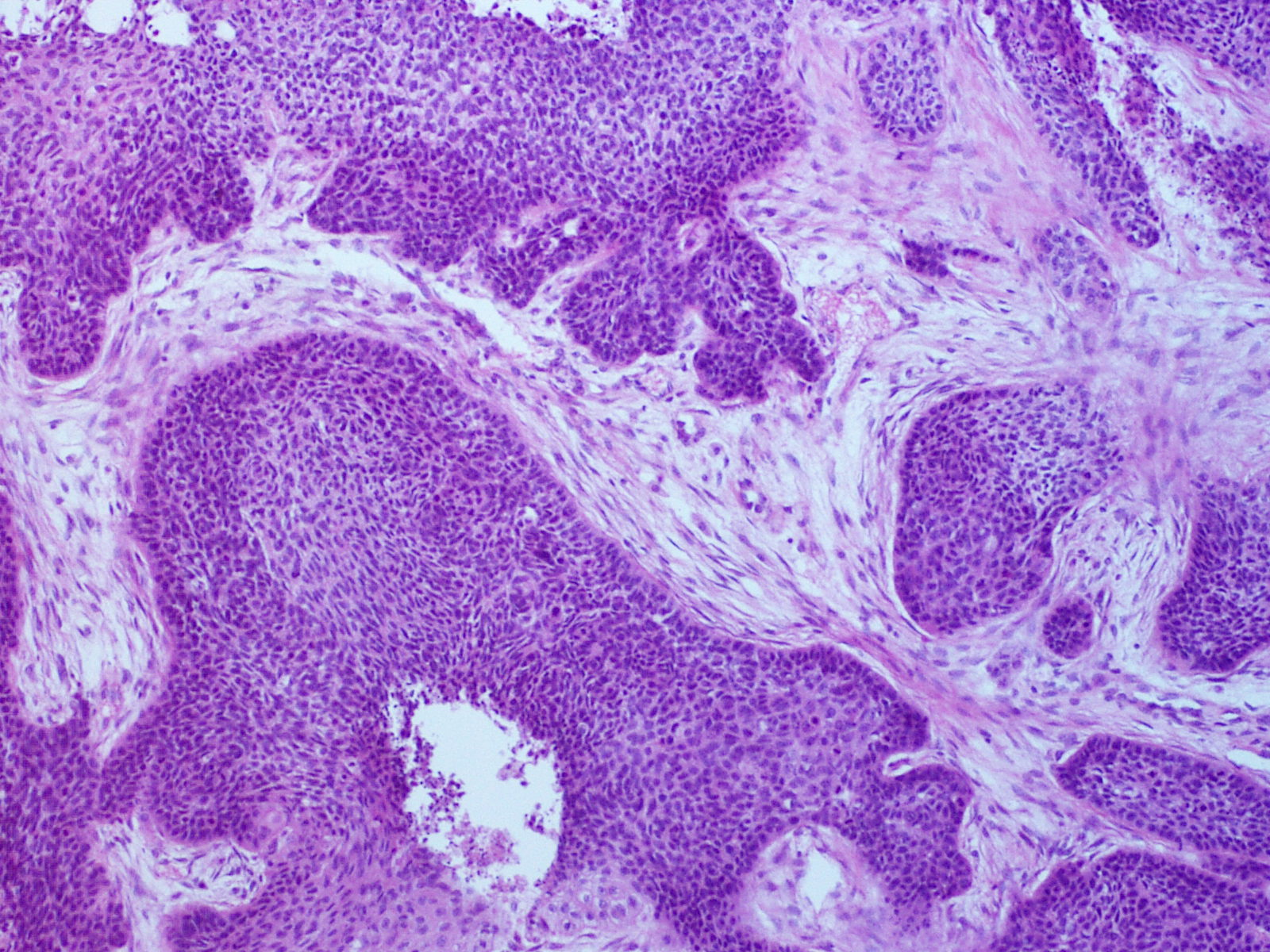
Базалоїдна плоскоклітинна карцинома
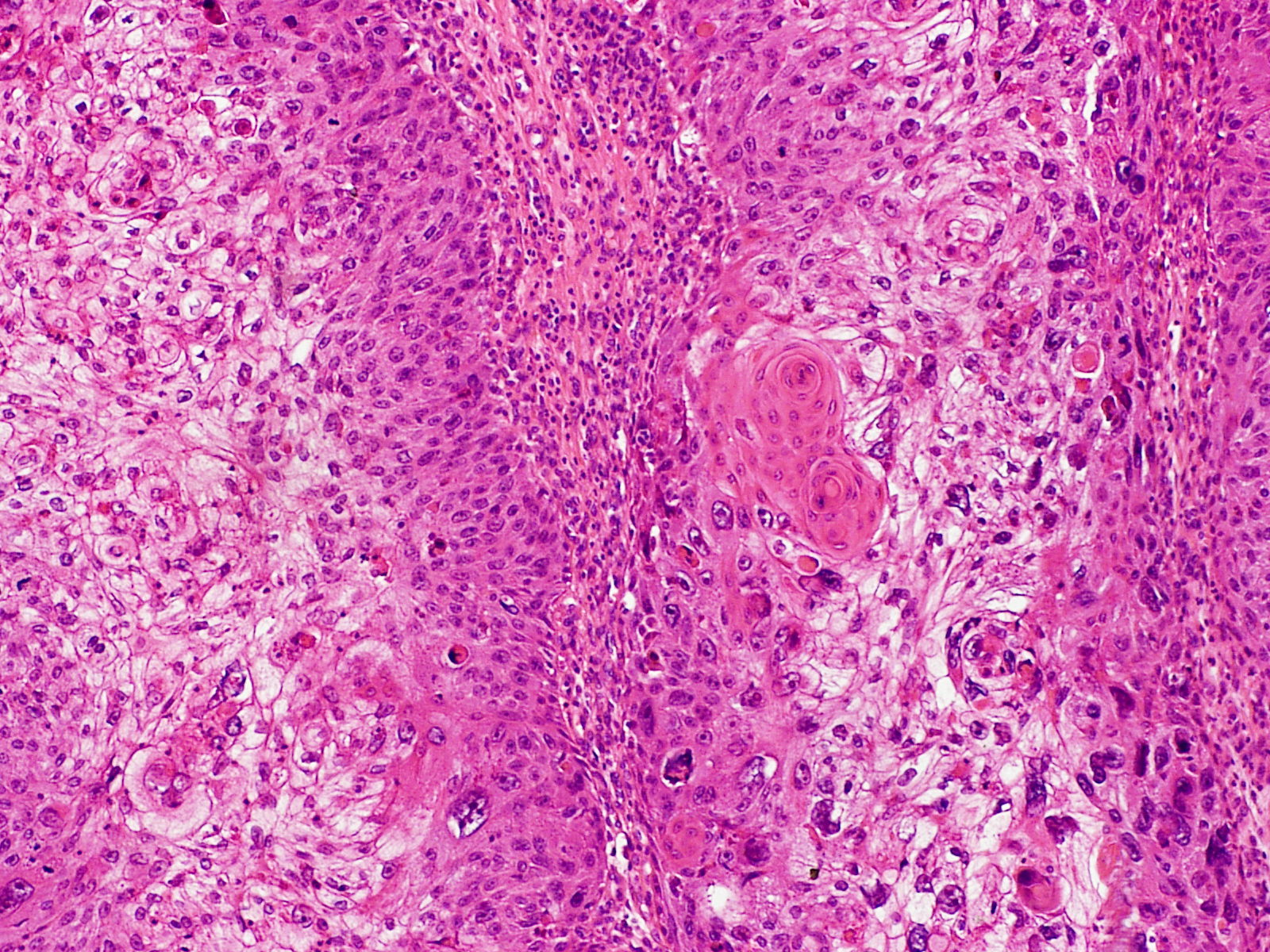
Світлоклітинна плоскоклітинна карцинома
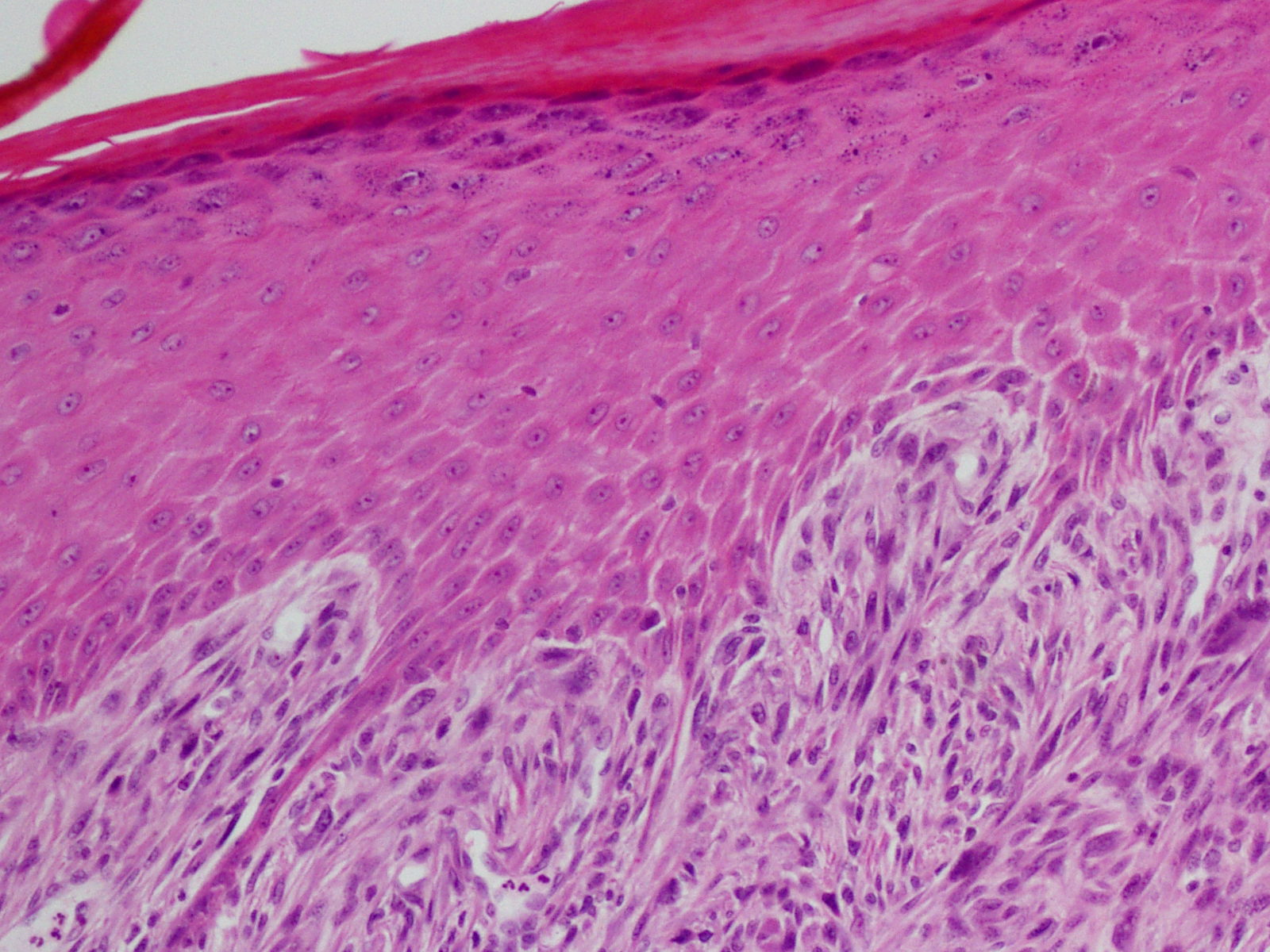
Веретеноклітинна плоскоклітинна карцинома

## Профілактика
Дослідження виявили докази зв'язку між дієтою та раком шкіри, включаючи плоскоклітинний рак. Споживання молочних продуктів з високим вмістом жиру збільшує ризик розвитку плоскоклітинного раку шкіри у людей з раком шкіри в анамнезі. Зелені листові овочі можуть допомогти запобігти розвитку подальшого плоскоклітинного раку, і численні дослідження показали, що сирі овочі та фрукти значно захищають від ризику плоскоклітинного раку. З іншого боку, споживання незбираного молока, йогурту та сиру може збільшити ризик плоскоклітинного раку у схильних до цього людей. Крім того, м'ясо-жировий раціон може збільшити ризик плоскоклітинного раку шкіри у людей без нього в анамнезі, але цей зв'язок знову ж таки більш виражений у людей з раком шкіри в анамнезі. Куріння тютюну та харчовий режим, що характеризується високим споживанням пива та алкогольних напоїв, також значно підвищують ризик плоскоклітинного раку.